# Biopolimery
Biopolimery – polimery występujące naturalnie w organizmach żywych, które są przez nie produkowane. Znaczna część związków organicznych występujących w tych organizmach to właśnie biopolimery. Wchodzą w skład komórek, są też budulcem w obszarach międzykomórkowych. Szczególnie ważną rolę pełnią biopolimery mające wiele grup funkcyjnych.
Trzy najważniejsze grupy biopolimerów to:
- polisacharydy – celuloza, skrobia, pektyna, chityna, glikogen, inulina i inne
- polinukleotydy – DNA i RNA
- polipeptydy i białka (w tym białka enzymatyczne).

Biopolimerami nienależącymi do powyższych grup są na przykład lignina, kauczuk naturalny, melaniny.
Polimerami o kontrolowanej sekwencji są niektóre biopolimery, np. białka o zdefiniowanej sekwencji aminokwasów lub kwasy nukleinowe o zdefiniowanej sekwencji nukleotydów, a także ich syntetyczne analogi, np. oligonukleotydy.